# Heptapteridae
Heptapteridae är en familj av fiskar som ingår i ordningen malartade fiskar (Siluriformes). Enligt Catalogue of Life omfattar familjen Heptapteridae 206 arter. Fishbase listar 213 arter fördelad på 24 släkten.
Det vetenskapliga namnet är bildat av de grekiska orden hepta (sju) och pteron (fena). Arterna lever i Sydamerika och hittas bara i sötvatten.

## Taxonomi
Släkten enligt Catalogue of Life:
- Acentronichthys
- Brachyglanis
- Brachyrhamdia
- Cetopsorhamdia
- Chasmocranus
- Gladioglanis
- Goeldiella
- Heptapterus
- Horiomyzon
- Imparfinis
- Leptorhamdia
- Mastiglanis
- Myoglanis
- Nannoglanis
- Nemuroglanis
- Pariolius
- Phenacorhamdia
- Phreatobius
- Pimelodella
- Rhamdella
- Rhamdia
- Rhamdioglanis
- Rhamdiopsis
- Taunayia